# Herrarnas barr i gymnastik vid olympiska sommarspelen 1980
Herrarnas barr i gymnastik vid olympiska sommarspelen 1980 avgjordes den 20-25 juli i Sports Palace of the Central Lenin Stadium.

## Medaljörer
| Gren           | Guld                            | Silver                           | Brons                       |
| Herrarnas barr | Aleksandr Tkatjov Sovjetunionen | Aleksandr Ditiatin Sovjetunionen | Roland Brückner Östtyskland |

## Resultat

### Final
| Placering | Gymnast                  | C     | O     | Kval  | Final | Totalt |
| --------- | ------------------------ | ----- | ----- | ----- | ----- | ------ |
|           | Aleksandr Tkatjov (URS)  | 9,850 | 9,900 | 9,875 | 9,900 | 19,775 |
|           | Aleksandr Ditiatin (URS) | 9,800 | 9,900 | 9,850 | 9,900 | 19,750 |
|           | Roland Brückner (GDR)    | 9,700 | 9,900 | 9,800 | 9,850 | 19,650 |
| 4         | Michael Nikolay (GDR)    | 9,600 | 9,800 | 9,700 | 9,900 | 19,600 |
| 5         | Stojan Delttjev (BUL)    | 9,850 | 9,900 | 9,875 | 9,700 | 19,575 |
| 6         | Roberto Leon (CUB)       | 9,700 | 9,900 | 9,800 | 9,700 | 19,500 |